# 일길찬
일길찬(一吉飡)은 520년(법흥왕 7년)에 시행한 신라의 관등이다. 신라의 관등은 경위(京位) 17 관등과 외위(外位) 11관등으로 구성되었는데, 일길간은 경위 17관등 가운데 제7관등으로서 6두품(六頭品)의 신분층이 맡을 수 있었던 관위이다. 일길간(一吉干)·을길간(乙吉干)이라고도 한다. 비색(緋色:불빛과 같은 짙은 분홍색)의 공복(公服)으로 신분을 표시하였다.

## 인물
- 김살유(金薩儒) : 일본에 사신으로 파견된 관리
- 구수혜(仇須兮) : 지방관리이자 185년(벌휴 이사금 2년) 2월에 파진찬(波珍飡) 구도(仇道)와 함께 처음으로 좌우군주(左右軍主)에 임명되어 소문국(召文國: 경상북도 의성군) 정벌
- 대곡(大谷) : 292년(유례이사금 9) 왜병의 사도성(沙道城: 경상북도 영덕군)을 공격으로 함락하였을 때 왕명을 받아 군사를 거느리고 가서 사도성을 수복한 장군
- 김유길(金儒吉) : 공조사(貢調使)이며 705년(성덕왕 4년)에 일본에 다녀온 사신
- 김상경(金相京) : 668년 한산주소감(漢山州少監)으로 김유신(金庾信) 휘하에서 고구려 원정에 출전한 장군이며 사천원(蛇川原)에서 대아찬 김문영(金文潁) 등과 함께 고구려군을 크게 격파하여 승리를 거두었으나 그는 전사하였다. 사천원 전투로 고구려군의 예기가 꺾여 평양성이 함락되는 결과를 낳아 일길찬(一吉飡)의 관등을 추증과 조(租·벼) 1,000석을 받았다.
- 안나함(安那含) : 670년(문무왕) 일길찬의 관등으로 신라군의 장수가 되어 고구려 부흥군의 태대형 고연무(高延武)와 신라 장군 설오유(薛烏儒)가 이끄는 연합군이 압록강을 건너 당나라군을 공격할 때 671년 고구려 부흥군의 전초기지였던 안시성을 함락하고, 672년 평양을 거쳐 백수성(白水城) 수복하는 과정에8월 석문(石門 : 황해도 서흥) 싸움에 당나라군을 격퇴하였지만 여러 장수들과 함께 전사하였다.
- 흥선(興宣) : 155년(아달라 이사금 2년) 일길찬(一吉飡)에 임명. 167년 7월 백제가 신라 서쪽의 두 성(城)을 공격하여 함락시키자 아달라 이사금이 8,000기병을 거느리고 백제의 한수(漢水)에 진군하여 큰 공을 세웠을 때 168년 4월에 이찬(伊飡)에 임명되었다.
- 자간(自簡) : 달솔(達率), 일길찬(一吉飡), 하주총관(下州摠管)의 관직에 있었다. 660년(태종무열왕 7) 11월 신라의 왕이 백제에 대한 공격을 마치고 전공을 논할 때 전사한 신라장군 및 기타 전공이 있는 사람에 대하 관직 뿐만 아니라 백제의 인원도 모두 그 재능을 헤아려 임용하였는데 백제에서 달솔(達率)이었던 자간은 좌평(佐平) 충상(忠常)·상영(常永)과 함께 일길찬(一吉飡)의 관등을 받고 총관(摠管)에 임명되었다. 그뒤 661년(문무왕 1년) 7월 김유신(金庾信)을 대장군으로 한 이 전투에서 충상은 상주총관(上州摠管), 자간은 하주총관(下州摠管)으로서 나당연합군이 고구려를 치는 전투에 참가하였다.
- 홍필(弘弼) : 841년(문성왕 3년) 일길찬(一吉飡)의 관등으로서 모반을 하다가 발각되어 해도(海島)로 도망친 관료
- 양질(良質) : 281년(미추 이사금 20년) 정월에 일길찬(一吉飡)이 되었으며, 283년 9월 백제가 변경을 침범하여 10월 괴곡성(槐谷城 : 충청북도 괴산)을 에워싸자, 왕명을 받고 군사를 거느리고 나가 이를 물리친 관리
- 장웅(張雄) : 822년(헌덕왕 14년) 3월 웅천주 도독(熊川州都督) 김헌창(金憲昌)이 난을 일으켜 국호를 ‘장안(長安)’이라 하고, 연호를 ‘경운(慶雲)’이라 하면서 신라의 9주5소경(九州五小京) 가운데 4주3소경을 장악하여 기세를 떨치자, 일길찬(一吉飡)의 관등으로 진압부대의 선발대(후발대 : 잡찬迊飡 위공衛恭과 파진찬波珍飡 제릉悌凌)가 되어 도동현(道冬峴)에서 반군을 무찌르고, 다시 위공·제릉의 군대와 합세하여 삼년산성(三年山城: 충청북도 보은군)을 공격해 함락하고, 다시 속리산으로 가 적병을 섬멸하였다. 전쟁이 끝난 후 난을 평정한 공으로 상을 받았다.
- 진공(眞功) : 681년(신문왕 1년) 8월 18일에 신문왕비의 아버지 김흠돌(金欽突)이 왕비가 폐출당하자 반란을 일으켰는데, 파진찬(波珍飡) 흥원(興元)과 함께 이에 동조하였다가 죽임을 당한 일길찬(一吉飡), 대아찬(大阿飡)의 관직에 있던 관료
- 양신(良臣) : 672년(문무왕 12) 고구려 부흥군을 진압하기 위하여 평양에 이르러 한시성(韓始城)·마읍성(馬邑城)을 공격하고 백수성(白水城) 부근에 군영을 짓자 일길찬(一吉湌)의 관등으로 참전하여 고구려부흥군과 함께 석문으로 퇴각한 당나라군을 공격하였으나 크게 패하고 전사하였다.
- 박경한(朴京漢) : 668년(문무왕 8년) 8월 신라와 당나라의 연합군이 고구려 평양성을 공격할 때 한산주소감(漢山州少監)의 직책으로 출전하여 평양성의 군주(軍主)인 술탈(述脫)을 죽이는 공을 세웠다. 이 싸움으로 고구려는 멸망하였고, 보장왕은 대신 등 20여만 명과 함께 당나라에 포로로 끌려갔다. 그해 10월 고구려 정벌에 대한 전공을 논의할 때 평양성 대문의 싸움에서 공이 큰 흑악령(黑嶽令) 선극(宣極)과 사천싸움에서 공이 큰 대당소감(大幢小監) 본득(本得)과 함께 일급 공로자로 인정받아 일길찬의 관등을 제수받고 조(租) 1,000석(石)을 하사받았다.
- 예파(穢破) : 양산(陽山 : 충청북도 영동군 양산) 대감(大監)을 지냈다. 655년 백제·고구려가 함께 신라의 변경을 쳐들어오자 화랑 김흠운(金欽運)과 함께 양산 조천성(助川城 : 충청북도 영동군 양산면 飛鳳山城)에서 백제군과 싸우다가 김흠운과 함께 전사하자 일길찬(一吉飡)에 추증하여 무훈을 찬양하였고, 세인들은 양산전투를 「양산가(陽山歌)」로 지어 슬퍼하였다.
- 제일(諸逸) : 701년(효소왕 10년) 5월 영암군(靈巖郡) 태수(太守·지방관)로 있으면서 공익을 위배하고 사리(私利)를 탐하다가 장(杖) 100의 형을 받고 섬에 유배되었다.
- 충상(忠常) : 백제부흥운동을 나당연합군의 일원으로 정벌한 장수이며 관직은 좌평(佐平), 일길찬(一吉飡), 총관(摠管), 아찬(阿飡)
- 장흔(長昕) : 297년(유례 이사금 14년) 일길찬(一吉飡)에 임명되었고, 299년(기림 이사금 2년)에는 이찬(伊飡)에 임명되어 내외(內外)의 병마사(兵馬事)를 관장하였다.
- 아진함(阿珍含) : 신라 제30대 문무왕 때의 관리이다. 672년 일길찬의 관등으로 거열주대감으로 재직하였다. 백제와 고구려가 멸망한 이후 신라까지도 차지하려는 당나라와 적대관계가 계속되자 672년(문무왕 12년) 당나라의 고간(高侃)이 거느린 군사 1만 명과 이근행(李謹行)이 거느린 군사 3만 명이 신라를 공격하였다. 신라군과 당나라군은 대방(帶方: 황해도 평산)에서 싸워 처음에는 신라군의 장창당(長槍幢)의 활약으로 신라가 승리하였으나, 장창당의 공을 시기한 다른 당의 후퇴로 계속 패하여 거열주(居烈州:경상남도 거창군)까지 밀려 내려오자 일길찬의 관등으로 거열주의 대감(大監)으로 있던 중 상장군(上將軍)에게“공들은 빨리 가라. 내 나이 70이니 얼마나 더 살 수 있겠는가. 오늘이 바로 내가 죽을 날이다.”라고 하면서 아군을 피신시키고 적진에 돌진하여 전사하였고, 그의 아들도 따라 죽었다.
- 직선(直宣) : 266년(미추 이사금 5년) 8월 백제가 봉산성(烽山城)을 공격하여 오자, 당시 이곳의 성주(城主)로 있으면서 장사 200인을 거느리고 나가 적을 쳐 패주시킨 공으로 일길찬(一吉飡)에 임명되고, 사졸들은 후한 상을 받았다.
- 현승(玄昇) : 918년(경명왕 2년) 2월 모반(謀反)하다가 복주(伏誅)되었다.
- 김인장(金仁章) : 중아찬(重阿飡)의 관등에 올랐으며, 67세에 집사부시랑(執事部侍郞) 직에서 물러난 김지성(金志誠)의 아버지다. 아들인 김지성은 돌아가신 아버지 김인장과 어머니 관소리(觀肖里) 부인을 위해 20여 리의 전장(田莊)을 희사하여 감산사(甘山寺·남월산南月山) 한 채를 조성하고 돌미륵 하나를 만들었다.(미륵상彌勒像: 甘山寺石造彌勒菩薩立像과 아미타상阿彌陀像: 甘山寺石造阿彌陀佛立像을 안치) 그리고 개원(愷元) 이찬(伊飡)과 동생 양성(良誠) 소사(小舍)와 현도사(玄度師), 누이 고파리(古巴里), 전처 고노리(古老里)와 후처 아호리(阿好里), 서형 급한(及漢) 일길찬과 일당(一幢) 살찬(薩飡), 총민(聰敏) 대사(大舍)와 누이동생 수힐매(首肹買) 등에게까지 미치게 하기 위해 이러한 선을 베풀었다. 어머니 관초리 부인이 고인이 되자 동해 흔지(欣支) 주변에 뼈를 뿌렸다.
- 김흠운(金歆運·金欽運으로 쓰기도 한다) : 신라의 왕족으로서 낭당대감(郎幢大監)의 관직에 있던 군인이다.

## 같이 보기
- 삼국사기
- 속일본기(續日本紀)
- 「신라군주고」(신형식, 『백산학보』 19, 1975)